# Kościół św. Stanisława Biskupa i Męczennika i św. Małgorzaty w Janowcu
Kościół Świętego Stanisława Biskupa i Męczennika i Świętej Małgorzaty – rzymskokatolicki kościół parafialny należący do dekanatu zwoleńskiego diecezji radomskiej. Znajduje się na turystycznym szlaku Renesansu Lubelskiego.

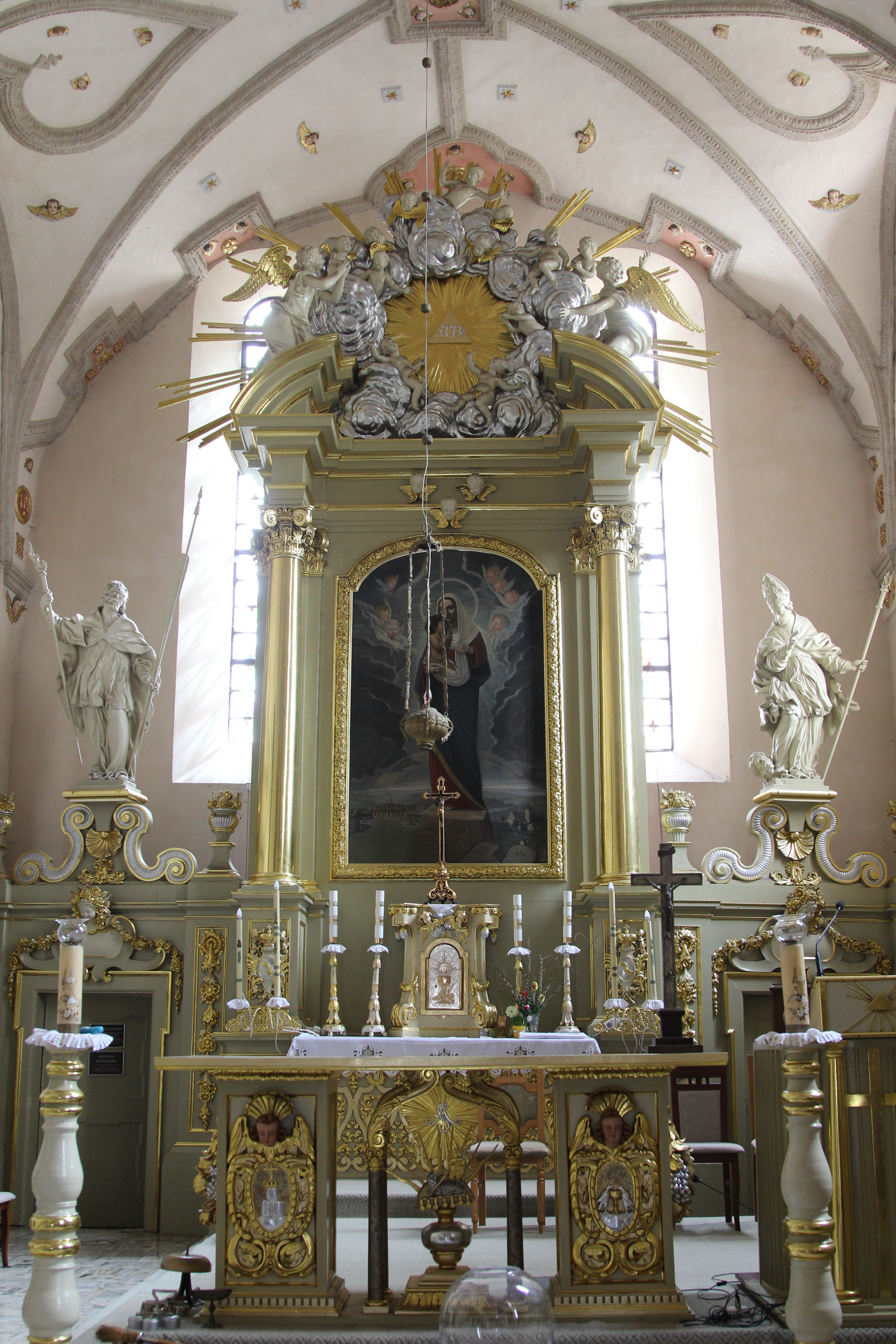
Ołtarz główny

Murowany kościół został ufundowany około 1350 roku. Ta niewielka, jednonawowa świątynia została rozbudowana w połowie XVI wieku i ufundowana Piotra Firleja, wojewody ruskiego, właściciela Janowca. Została wtedy wybudowana nowa, obszerna nawa i prezbiterium obok starej świątyni. Po przekazaniu nowo zbudowanej, jeszcze nieukończonej, części świątyni protestantom przez kalwina Andrzeja Firleja, kasztelana lubelskiego, stara świątynia pozostała w rękach katolików. Przez następnych kilkadziesiąt lat, prawie do końca XVI wieku w świątyni odbywały się obok siebie nabożeństwa dwóch wyznań: w starej części dla katolików, zaś w nowej dla protestantów. Po przejęciu nowej części świątyni przez proboszczów katolickich w końcu XVI wieku została ujednolicona przestrzeń świątyni – połączono dotychczas oddzielne wnętrza starej i nowej części, przez co stara świątynia stała się boczną kaplicą św. Anny. Wtedy została także wybudowana okazała wieża świątyni, według projektu dobrego architekta, w swoim kształcie zbliżona do wież kościoła św. Stanisława w Czemiernikach.
Świątynia jest ozdobiona dekoracją sztukateryjna z herbami rodów Dulskich i Tarłów. Ołtarz główny w stylu barokowym został zaprojektowany zapewne przez Tylmana z Gameren, natomiast ołtarze boczne w stylu późnobarokowym zostały wykonane zapewne w puławskim warsztacie braci Hoffmannów. W prezbiterium jest umieszczony wykonany pod koniec XVI wieku przez Santi Gucciego – manierystyczny pomnik nagrobny Andrzeja Firleja i jego małżonki Barbary ze Szreńskich.

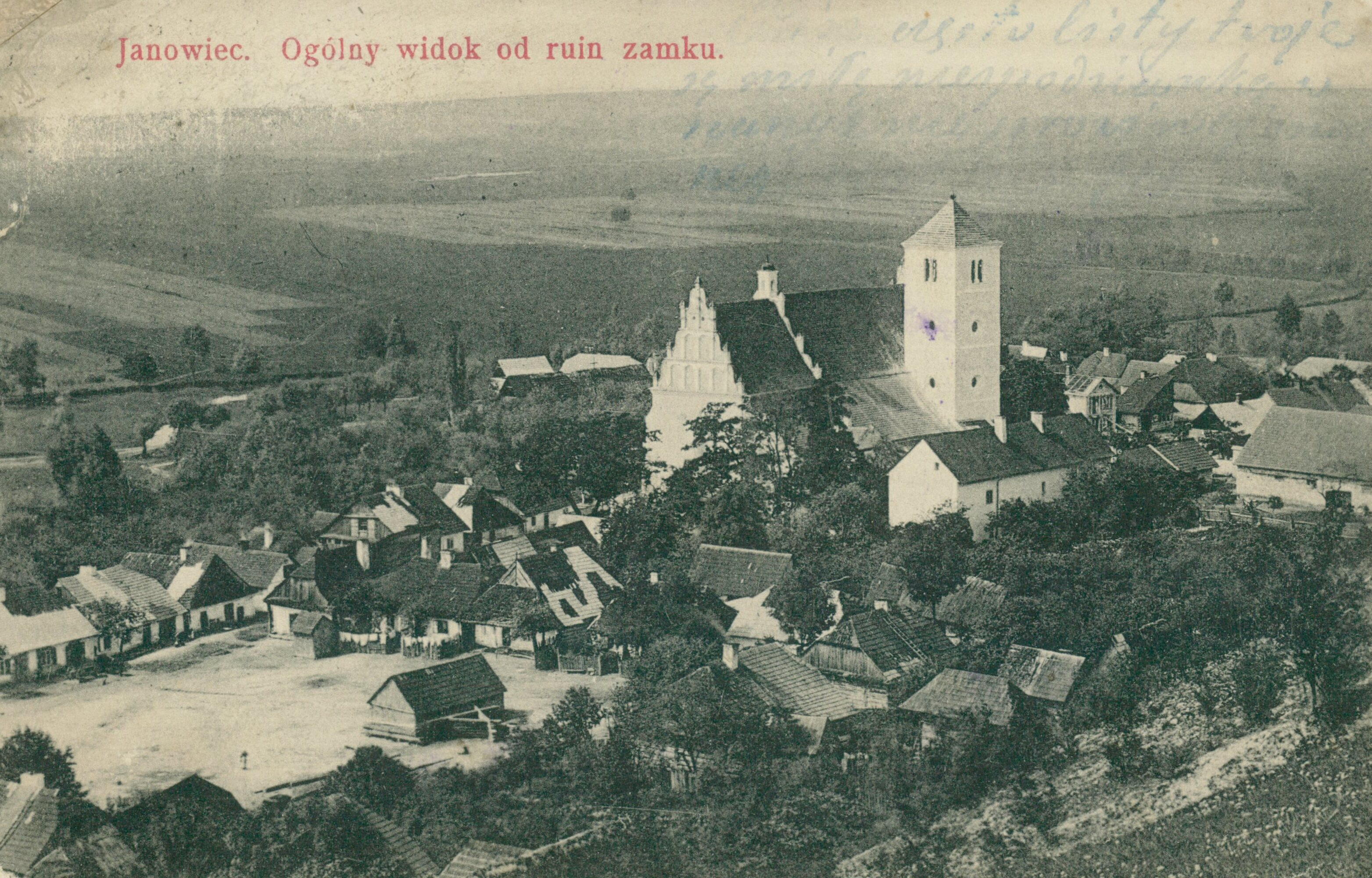
Widok Janowca z kościołem, 1914-1918
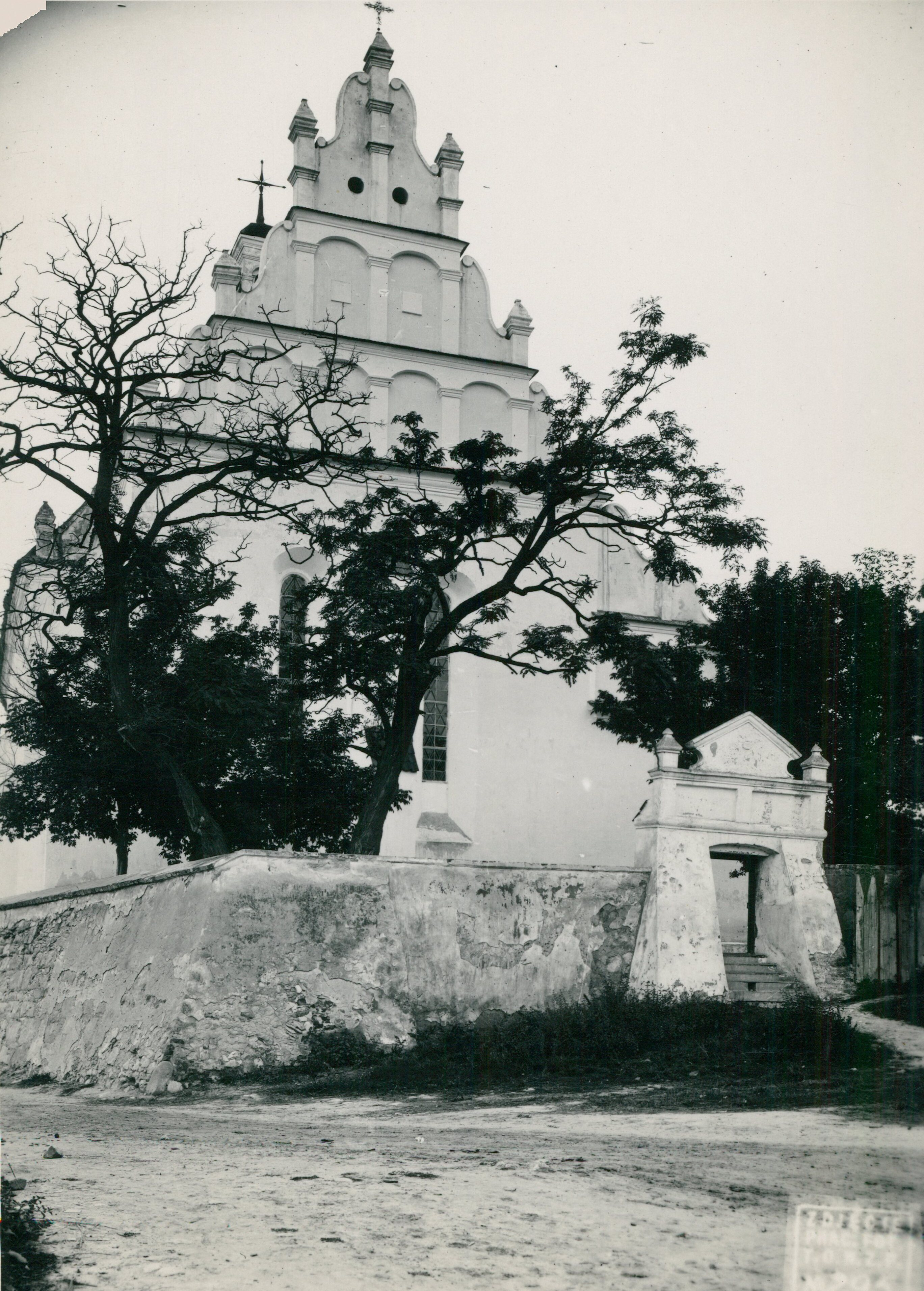
Fasada kościoła, 1916
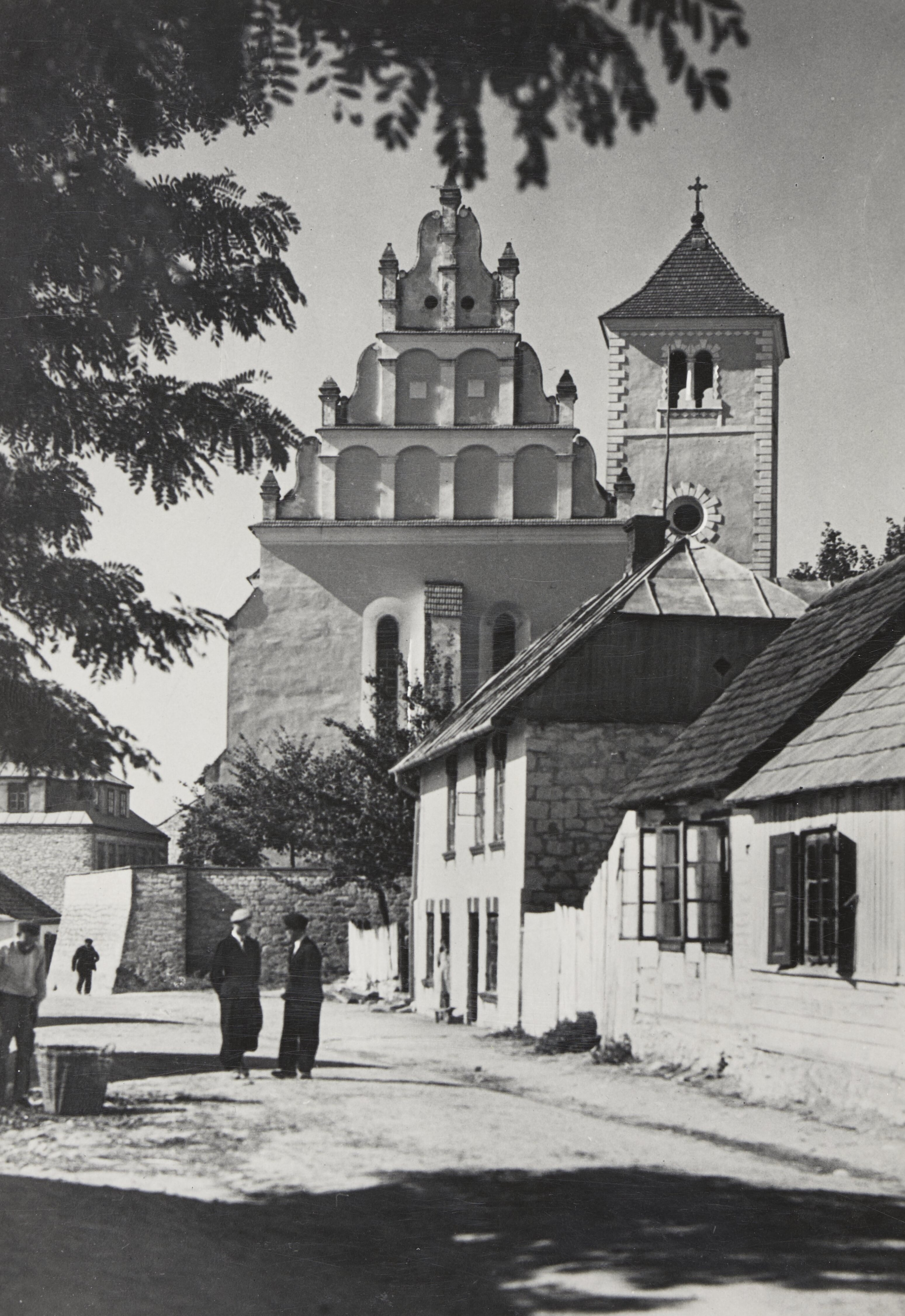
Kościół około 1939